# David Boaz

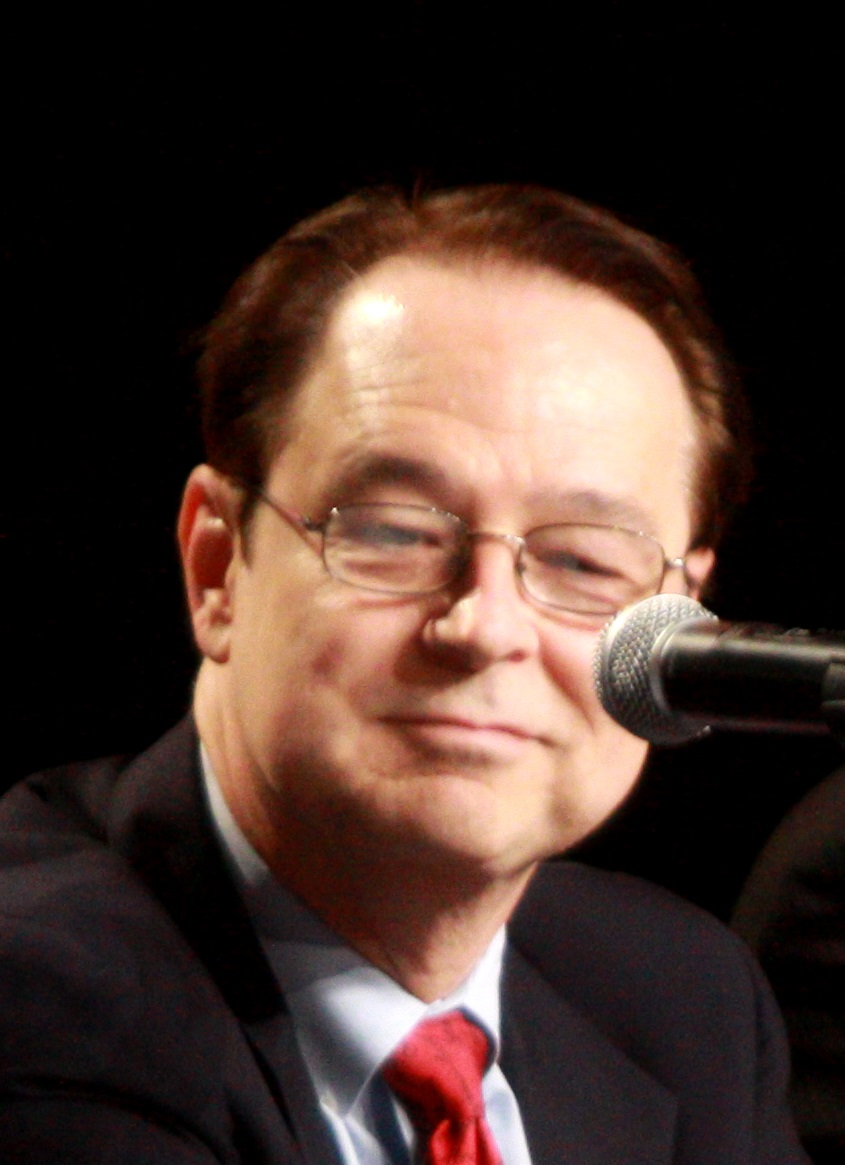
David Boaz (2013)

David Boaz (ur. 29 sierpnia 1953 w Mayfield, Kentucky, zm. 7 czerwca 2024) – amerykański komentator polityczny i ekonomiczny, publicysta, autor książek o tematyce społeczno-politycznej oraz wicedyrektor wykonawczy w Cato Institute. Jego artykuły pojawiały się w takich gazetach jak: The Wall Street Journal, the New York Times, the Washington Post, Los Angeles Times, National Review oraz Slate.

## Kariera
Swoją karierę zaczął niedługo po studiach jako dyrektor projektów w Young America's Foundation, rok później został redaktorem New Guard, gazety wydawanej przez tęże organizację. W 1978 zarządzał kampanią wyborczą Edwarda Clarka, startującego wtedy na gubernatora Kalifornii. Tego samego roku rozpoczął pracę jako dyrektor wykonawczy w radzie do spraw konkurencyjności gospodarki, już w Cato Institue. Podczas wyborów prezydenckich w 1980, ponownie pomagał Edwardowi Clarkowi, tym razem jako kierownik badań. W 1981 został wicedyrektor od public affairs, a następnie w 1989 awansował na stanowisko wicedyrektora wykonawczego, które piastuje do końca życia.
Jest autorem książki Libertarianism: A Primer, opublikowanej w 1997 roku przez Free Press i opisane w Los Angeles Times jako „dobrze opracowany manifest libertariańskich idei”. Jest także redaktorem książki The Libertarian Reader i współwydawcą Cato Handbook for Congress i Cato Handbook on Policy. Często poruszanymi przez niego tematami są wolny wybór edukacji, rozrost władzy rządu, legalizacja narkotyków a także wzrost popularności libertarianizmu.

## Edukacja i życie prywatne
Ukończył Mayfield High School w Mayfield, w 1971. Następnie studiował na Vanderbilt University, gdzie obronił licencjat z historii w 1975. Mieszkał w Waszyngtonie. Przez ostatni rok życia cierpiał na chorobę nowotworową. Zmarł 7 czerwca 2024. 

## Publikacje[9][10]
- Left, right & babyboom : America's new politics, redaktor (1986)
- Assessing the Reagan years, redaktor (1988)
- An American vision : policies for the '90s, współredaktor z Edward H. Crane (1989)
- Market Liberalism: A Paradigm for the 21st Century, współredaktor z Edward H. Crane (1993)
- Libertarianism: A Primer was (1997); wydanie polskie: Libertarianizm, Zysk i S-ka 2006[11]
- The Libertarian Reader, redaktor (1997)
- The Politics of Freedom: Taking on The Left, The Right and Threats to Our Liberties (2008)
- The Libertarian Vote: Swing Voters, Tea Parties, and the Fiscally Conservative, Socially Liberal Center, razem z David Kirby i Emily Ekins (2012)[12]